# A Present for Her Husband (film 1912)
A Present for Her Husband è un cortometraggio muto del 1912 diretto da Frank Wilson.
Non si conoscono altri dati del film che, prodotto dalla Hepworth, fu distrutto nel 1924 dallo stesso produttore. Cecil M. Hepworth, in gravi difficoltà finanziarie, giunse a tanto per poter recuperare il nitrato d'argento della pellicola.
Nel 1909, la Hepworth aveva prodotto un altro A Present for Her Husband diretto da Lewin Fitzhamon.

## Trama
Una moglie regala al marito un cane selvatico.

## Produzione
Il film fu prodotto dalla Hepworth.

## Distribuzione
Distribuito dalla Hepworth, il film - un cortometraggio di circa 130 metri - uscì nelle sale cinematografiche britanniche nell'aprile 1912.